# Ambassadeur des États-Unis en Suède

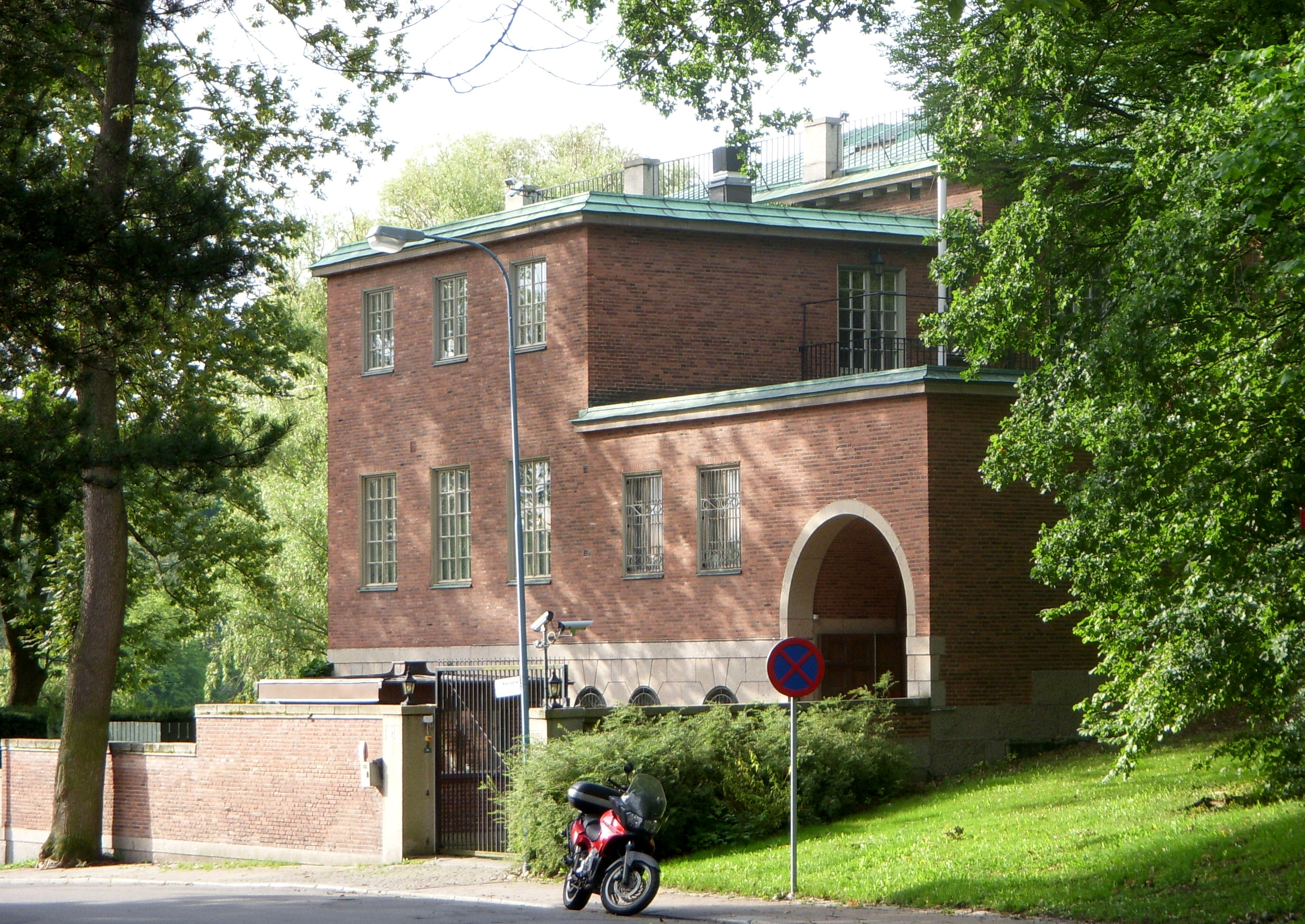
Résidence de l'ambassadeur à Stockholm

L'ambassadeur des États-Unis en Suède est le représentant en chef du Service extérieur des États-Unis auprès du royaume de Suède. Il siège à l'ambassade située à Stockholm.

## Histoire
L'ambassadeur, dont le premier prend ses fonctions en 1818, est accrédité auprès des royaumes de Suède et de Norvège jusqu'en 1905, date à laquelle a lieu la séparation.
Depuis les années 1930, l'ambassadeur est hébergé dans la mission diplomatique Villa Åkerlund des représentations diplomatiques des États-Unis dans le quartier Diplomatstaden (en) à Stockholm.

## Liste des ambassadeurs
| Représentant                     | Titre                                              | Nomination        | Présentation des lettres de créance | Fin de mission                                                                                        |
| -------------------------------- | -------------------------------------------------- | ----------------- | ----------------------------------- | --- |
| Benjamin Franklin                | Ministre plénipotentiaire                          | 28 septembre 1782 | .                                   | |
| Jonathan Russell,.               | Ministre plénipotentiaire                          | 18 janvier 1814   | 29 avril 1818                       | 22 octobre 1818                                                                                       |
| Christopher Hughes               | Chargé d'affaires                                  | 21 janvier 1819   |                                     | 5 juillet 1825                                                                                        |
| William C. Somerville            | Chargé d'affaires                                  | 9 mars 1825       |                                     | Meurt en route                                                                                        |
| John James Appleton              | Chargé d'affaires                                  | 2 mai 1826        | 28 octobre 1826                     | 16 août 1830                                                                                          |
| Christopher Hughes               | Chargé d'affaires                                  | 3 mars 1830       | 16 août 1830                        | 22 septembre 1841                                                                                     |
| George W. Lay                    | Chargé d'affaires                                  | 12 mai 1842       | 4 octobre 1842                      | 11 octobre 1845                                                                                       |
| Henry W. Ellsworth               | Chargé d'affaires                                  | 19 avril 1845     | 11 octobre 1845                     | 25 janvier 1861                                                                                       |
| Francis Schroeder                | Chargé d'affaires                                  | 7 novembre 1849   | 22 avril 1850                       | 29 juin 1854                                                                                          |
| Francis Schroeder                | Ministre résident                                  | 29 juin 1854      | 19 août 1854                        | 17 septembre 1857                                                                                     |
| Benjamin F. Angel                | Ministre résident                                  | 17 juillet 1857   | 4 novembre 1857                     | 25 juin 1861                                                                                          |
| Jacob S. Haldeman                | Ministre résident                                  | 16 mars 1861      | 25 juin 1861                        | 24 septembre 1864                                                                                     |
| James H. Campbell                | Ministre résident                                  | 18 mai 1864       | 24 septembre 1864                   | 29 mars 1867                                                                                          |
| John McGinnis, Jr.               | Ministre résident                                  | 16 novembre 1866  |                                     | Ne se présente pas au poste, sa nomination ayant été rejetée par le Sénat alors qu'il était en route. |
| Joseph J. Bartlett               | Ministre résident                                  | 19 mars 1867      | 4 juin 1867                         | 24 juillet 1869                                                                                       |
| John S. Carlile                  | Ministre résident                                  |                   |                                     | Not commissioned                                                                                      |
| Christopher Columbus Andrews     | Ministre résident                                  | 3 juin 1869       | 24 juillet 1869                     | 5 novembre 1877                                                                                       |
| John L. Stevens                  | Ministre résident                                  | 28 août 1877      | 5 novembre 1877                     | 3 juin 1883                                                                                           |
| William W. Thomas, Jr.           | Ministre résident                                  | 6 juin 1883       | 6 septembre 1883                    | 30 juin 1885                                                                                          |
| Rufus Magee                      | Ministre résident                                  | 2 avril 1885      | 3 juillet 1885                      | Promu envoyé extraordinaire et Ministère Plénipotentiaire                                             |
| Rufus Magee                      | Envoyé extraordinaire et ministre plénipotentiaire | 10 août 1888      | 26 septembre 1888                   | 25 mai 1889                                                                                           |
| William W. Thomas, Jr.           | Envoyé extraordinaire et ministre plénipotentiaire | 19 mars 1889      | 27 mars 1889                        | 2 mai 1894                                                                                            |
| Thomas W. Ferguson               | Envoyé extraordinaire et ministre plénipotentiaire | 14 février 1894   | 2 mai 1894                          | 7 février 1898                                                                                        |
| William W. Thomas, Jr.           | Envoyé extraordinaire et ministre plénipotentiaire | 18 décembre 1898  | 8 février 1898                      | 31 mai 1905                                                                                           |
| Charles H. Graves                | Envoyé extraordinaire et ministre plénipotentiaire | 8 mars 1905       | 31 mai 1905                         | 12 décembre 1913                                                                                      |
| Ira Nelson Morris                | Envoyé extraordinaire et ministre plénipotentiaire | 13 juillet 1914   | 28 août 1914                        | 3 avril 1923                                                                                          |
| Robert Woods Bliss               | Envoyé extraordinaire et ministre plénipotentiaire | 30 janvier 1923   | 8 août 1923                         | 15 mars 1927                                                                                          |
| Leland Harrison                  | Envoyé extraordinaire et ministre plénipotentiaire | 26 février 1927   | 31 mai 1927                         | 11 novembre 1929                                                                                      |
| John Motley Morehead III         | Envoyé extraordinaire et ministre plénipotentiaire | 22 janvier 1930   | 31 mars 1930                        | 6 avril 1933                                                                                          |
| Laurence A. Steinhardt           | Envoyé extraordinaire et ministre plénipotentiaire | 11 mai 1933       | 28 août 1933                        | 26 juin 1937                                                                                          |
| Fred Morris Dearing              | Envoyé extraordinaire et ministre plénipotentiaire | 22 avril 1937     | 23 septembre 1937                   | 17 juin 1938                                                                                          |
| Frederick A. Sterling            | Envoyé extraordinaire et ministre plénipotentiaire | 16 juin 1938      | 26 septembre 1938                   | 14 juillet 1941                                                                                       |
| Michelangelo Rodriguez           | Envoyé extraordinaire et ministre plénipotentiaire | 17 juin 1938      | 20 octobre 1941                     | 19 octobre 1941                                                                                       |
| Herschel V. Johnson              | Envoyé extraordinaire et ministre plénipotentiaire | 21 octobre 1941   | 12 décembre 1941                    | 28 avril 1946                                                                                         |
| Louis G. Dreyfus, Jr.            | Envoyé extraordinaire et ministre plénipotentiaire | 1er août 1946     | 3 janvier 1947                      | 6 octobre 1947                                                                                        |
| H. Freeman Matthews              | Envoyé extraordinaire et ministre plénipotentiaire | 21 juillet 1947   |                                     | |
| H. Freeman Matthews              | Ambassadeur extraordinaire et plénipotentiaire     | 20 septembre 1947 | 5 décembre 1947                     | 24 mai 1950                                                                                           |
| W. Walton Butterworth            | Ambassadeur extraordinaire et plénipotentiaire     | 5 juillet 1950    | 18 septembre 1950                   | 9 décembre 1953                                                                                       |
| John M. Cabot                    | Ambassadeur extraordinaire et plénipotentiaire     | 1er mars 1954     | 6 mai 1954                          | 14 mai 1957                                                                                           |
| Francis White                    | Ambassadeur extraordinaire et plénipotentiaire     | 3 juin 1957       | 17 septembre 1957                   | 9 décembre 1958                                                                                       |
| James C.H. Bonbright             | Ambassadeur extraordinaire et plénipotentiaire     | 29 octobre 1958   | 9 janvier 1959                      | 20 mars 1961                                                                                          |
| J. Graham Parsons                | Ambassadeur extraordinaire et plénipotentiaire     | 15 mars 1961      | 16 mai 1961                         | 17 avril 1967                                                                                         |
| William Womack Heath             | Ambassadeur extraordinaire et plénipotentiaire     | 5 avril 1967      | 23 mai 1967                         | 23 janvier 1969                                                                                       |
| Vacant                           |                                                    | 24 janvier 1969   |                                     | 15 février 1970                                                                                       |
| Jerome H. Holland                | Ambassadeur extraordinaire et plénipotentiaire     | 16 février 1970   | 14 avril 1970                       | 30 août 1972                                                                                          |
| Arthur J. Olsen                  | Chargé d'affaires ad interim                       | Décembre 1972     |                                     | Mai 1974                                                                                              |
| Robert Strausz-Hupé              | Ambassadeur extraordinaire et plénipotentiaire     | 25 avril 1974     | 29 mai 1974                         | 3 mars 1976                                                                                           |
| David S. Smith                   | Ambassadeur extraordinaire et plénipotentiaire     | 6 avril 1976      | 7 mai 1976                          | 29 avril 1977                                                                                         |
| Rodney O'Gliasain Kennedy-Minott | Ambassadeur extraordinaire et plénipotentiaire     | 3 août 1977       | 29 septembre 1977                   | 26 septembre 1980                                                                                     |
| Franklin S. Forsberg             | Ambassadeur extraordinaire et plénipotentiaire     | 11 décembre 1981  | 14 janvier 1982                     | 12 décembre 1985                                                                                      |
| Gregory J. Newell                | Ambassadeur extraordinaire et plénipotentiaire     | 9 décembre 1985   | 19 décembre 1985                    | 12 juin 1989                                                                                          |
| Charles Edgar Redman             | Ambassadeur extraordinaire et plénipotentiaire     | 12 mai 1989       | 13 juin 1989                        | 24 août 1992                                                                                          |
| Thomas L. Siebert                | Ambassadeur extraordinaire et plénipotentiaire     | 9 février 1994    | 24 mars 1994                        | 17 décembre 1997                                                                                      |
| Lyndon Lowell Olson, Jr.         | Ambassadeur extraordinaire et plénipotentiaire     | 10 novembre 1997  | 22 janvier 1998                     | 1er août 2001                                                                                         |
| Charles A. Heimbold, Jr.         | Ambassadeur extraordinaire et plénipotentiaire     | 3 août 2001       | 26 septembre 2001                   | 12 février 2004                                                                                       |
| Miles T. Bivins                  | Ambassadeur extraordinaire et plénipotentiaire     | 25 mai 2004       | 9 juin 2004                         | 31 janvier 2006.                                                                                      |
| Michael M. Wood                  | Ambassadeur extraordinaire et plénipotentiaire     | 5 juin 2006       |                                     | 20 janvier 2009                                                                                       |
| Matthew Barzun                   | Ambassadeur extraordinaire et plénipotentiaire     | 12 août 2009      | 21 août 2009                        | 28 mai 2011.                                                                                          |
| Mark Brzezinski                  | Ambassadeur extraordinaire et plénipotentiaire     | 18 octobre 2011   | 24 novembre 2011                    | 1er juillet 2015                                                                                      |
| Azita Raji                       | Ambassadeur extraordinaire et plénipotentiaire     | 8 mars 2016       | 15 mars 2016                        | 20 janvier 2017                                                                                       |
| Ken Howery                       | Ambassadeur extraordinaire et plénipotentiaire     | 10 octobre 2019   | 7 novembre 2019                     | 13 janvier 2021                                                                                       |
| Erik Ramanathan                  | Ambassadeur extraordinaire et plénipotentiaire     | 18 décembre 2021  | 20 janvier 2022                     | 20 janvier 2025                                                                                       |

## Source de la traduction
- (en) Cet article est partiellement ou en totalité issu de l’article de Wikipédia en anglais intitulé « United States Ambassador to Sweden » (voir la liste des auteurs).